# IRT Nostrand Avenue Line

LIRT Nostrand Avenue Line est desservie par les services 2 et 5.

 (septembre 2022).
Si vous disposez d'ouvrages ou d'articles de référence ou si vous connaissez des sites web de qualité traitant du thème abordé ici, merci de compléter l'article en donnant les références utiles à sa vérifiabilité et en les liant à la section « Notes et références ».
L'IRT Nostrand Avenue Line est une section intégralement souterraine du métro de New York. Elle fait partie du réseau de l'ancienne Interborough Rapid Transit Company et circule sous Nostrand Avenue dans l'arrondissement de Brooklyn. Elle a ouvert ses portes en 1920 et a été construite dans le cadre des Dual Contracts.